# Pieter Bout

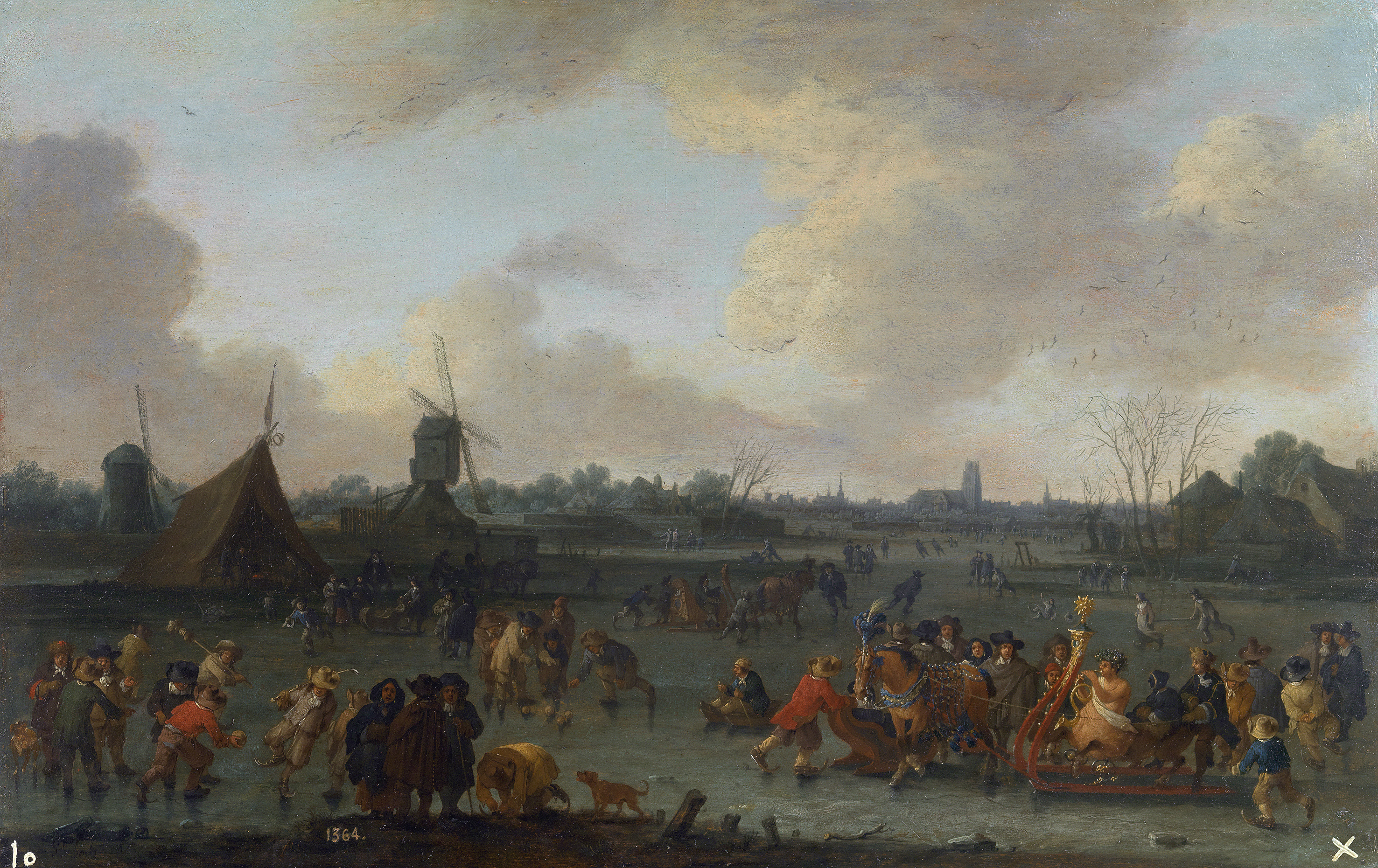
Els patinadors o Carnestoltes sobre gel, oli sobre taula, 28 x 42 cm, Museu del Prado (Madrid)

Pieter Bout —també Peeter i Pieter Jans— (Brussel·les, c. 1658 – 1719) va ser un gravador i pintor barroc flamenc, especialitzat en la pintura de paisatges. Les dates de naixement i mort es discuteixen donada l'existència d'informacions contradictòries que apunten a l'existència d'una pintura datada el 1664, la qual cosa no s'ha pogut verificar. També es desconeix tot el relatiu a la seva formació. Documentat a Brussel·les el 1670-1671, quan va ser admès com a mestre en el gremi de pintors de Sant Lluc, va marxar després a París, on ja es trobaven Adriaen Frans Baudewijns i altres pintors flamencs. En 1677 es trobava de nou a Brussel·les on va contreure matrimoni el 1695 i es va establir definitivament, encara que s'ha especulat amb la possibilitat d'un viatge a Roma no confirmat.

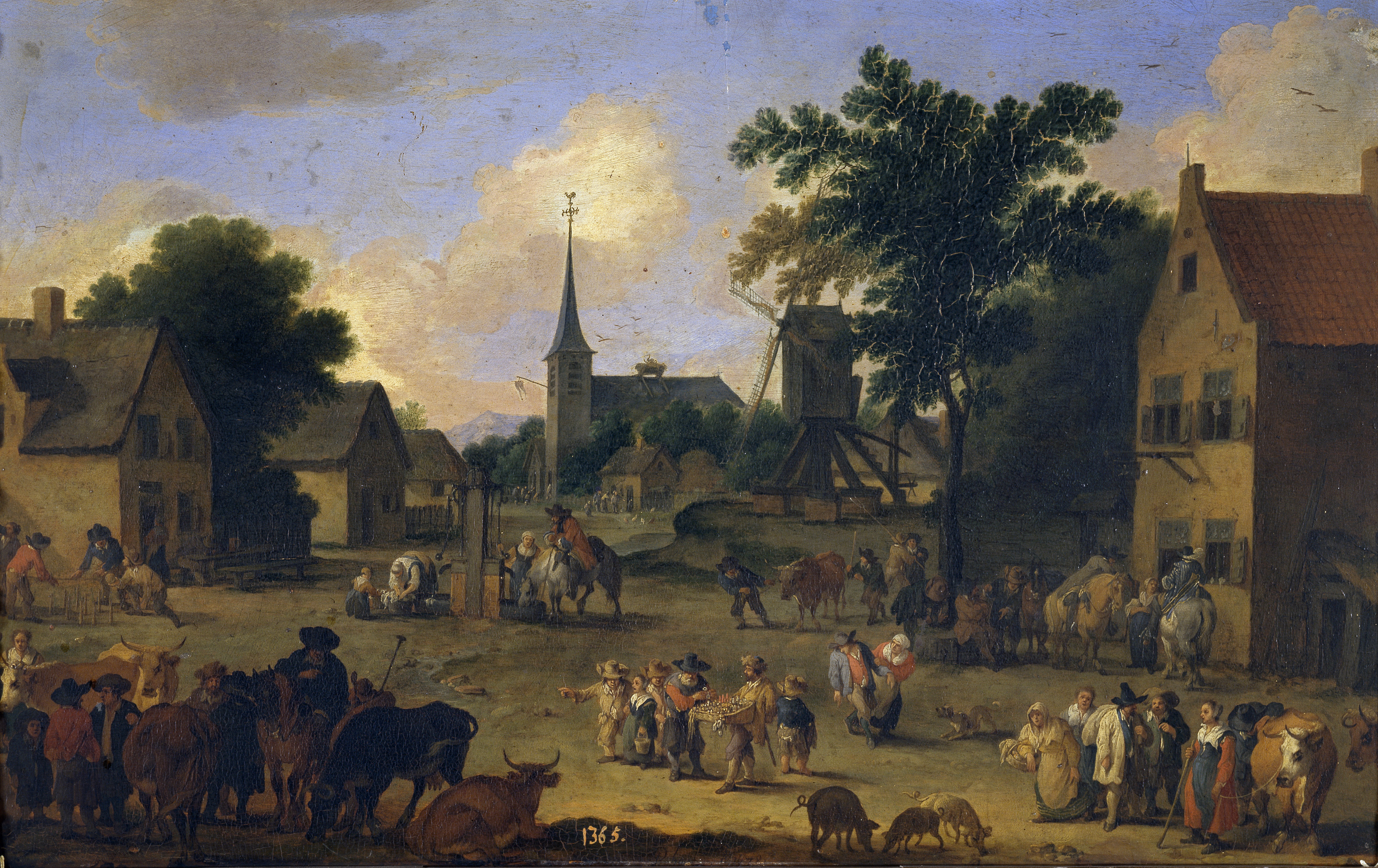
La plaça del llogaret, oli sobre taula, 27 x 43 cm, Museu del Prado

Els seus paisatges més característics, habitualment de petita grandària, s'inscriuen en la tradició paisatgística de Jan Brueghel el Vell i consisteixen en àmplies vistes de llogarets i ciutats animades per multitud de petites figures formant escenes populars, amb una minuciosa anàlisi de la naturalesa i un tractament precís de la llum. Dos petits paisatges del Museu del Prado, Carnestoltes sobre gel i La plaça del llogaret, signats i datats en 1678, poden exemplificar els motius pintorescs que protagonitzen els seus paisatges, destacats en les descripcions dels antics inventaris, que es referien a ells com Els patinadors, on «uns els corren en trineus, uns altres a peu», en tant uns altres juguen a les bitlles entre animals i modests habitatges, o bé amb el llunyà perfil d'una ciutat nòrdica. La seva habilitat per compondre escenes podria explicar la col·laboració freqüent amb altres mestres com Adriaen Frans Baudewijns o Jacques d'Arthois, entre d'altres, als quals a vegades va pintar les figures de les seves obres.